# Esther Mitterstieler

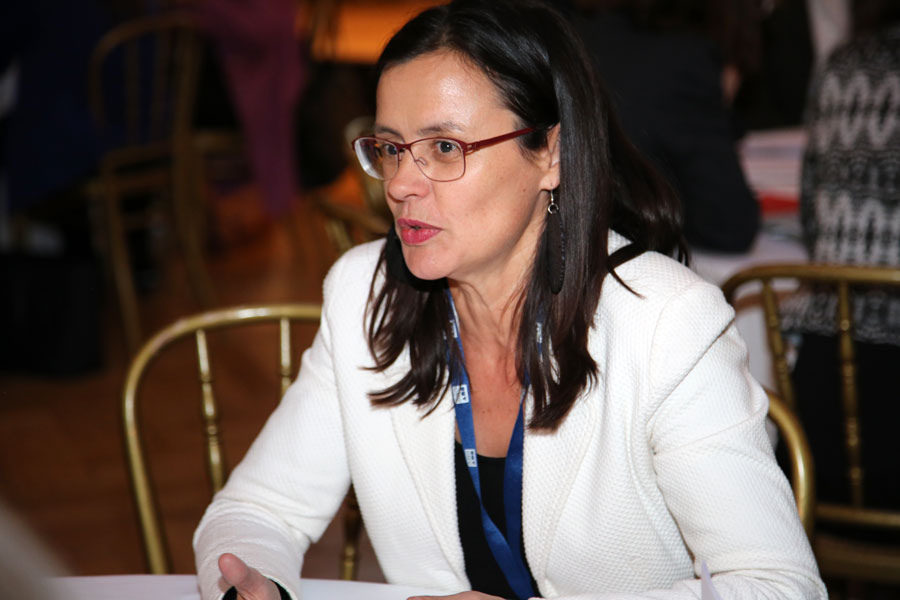
Esther Mitterstieler (2014)

Esther Mitterstieler (* 8. September 1968 in Völs am Schlern, Südtirol) ist eine italienische Journalistin und Buchautorin. Von September 2012 bis Dezember 2013 war sie Chefredakteurin beim Wirtschaftsblatt. Ab Januar 2015 gehörte sie der Chefredaktion der Zeitschrift News an, deren Chefredakteurin sie von Februar 2017 bis Dezember 2018 war. Seit 2022 ist sie Landesdirektorin des ORF Tirol.

## Leben
Esther Mitterstieler maturierte 1987 am Humanistischen Gymnasium in Bozen, von 1987 bis 1992 studierte sie Literatur und Philosophie sowie Zeitgeschichte (lettere e filosofia und storia contemporanea) an der Universität Bologna. Ihre Abschlussarbeit schrieb sie über Otto von Bismarck.
Von 1993 bis 1998 war sie Wirtschaftsredakteurin und stellvertretende Ressortleiterin Wirtschaft bei der Südtiroler Tageszeitung Dolomiten in Bozen. 1996 arbeitete sie bei der italienischen Wirtschaftstageszeitung Il Sole 24 Ore mit, von 1996 bis 1998 war sie auch für das staatliche italienische Fernsehen RAI tätig.
Von 1999 bis 2003 schrieb sie als Wirtschaftsredakteurin für die österreichischen Tageszeitung Der Standard. Für den Nachrichtensender n-tv berichtete sie von 1998 bis 2001 über das Börsengeschehen in Wien, 2003 und 2004 schrieb sie Artikel für die Zeitschriften profil und trend. Für die deutsche Börsen-Zeitung berichtete sie als Korrespondentin aus Wien.
Ab April 2006 war sie Chefreporterin für das Wirtschaftsblatt, 2008 übernahm sie die Leitung des Ressorts Unternehmen und Märkte des Blattes, ab 2009 war sie stellvertretende Chefredakteurin, ab September 2012 schließlich Chefredakteurin. In dieser Funktion verantwortete sie redaktionell auch die Einführung des Wirtschaftsblatt Regional, welches ab Mai 2013 monatlich in allen Bundesländern erschien. Ende 2013 schied sie im Zuge von Spekulationen um Zusammenlegungen der beiden zur Styria Media Group gehörenden Tageszeitungen Die Presse und Wirtschaftsblatt aus dem Unternehmen aus. Ab Februar 2015 gehörte sie der Chefredaktion der Zeitschrift News an, im Februar 2017 folgte sie Eva Weissenberger als Chefredakteurin nach. Anfang Dezember 2018 wurde bekannt, dass sie mit Jahresende aus der Verlagsgruppe News ausscheidet. Als Chefredakteurin der Zeitschrift News folgte ihr Kathrin Gulnerits nach.
Im Februar 2019 wurde sie vom ORF zur Ressortleiterin „Wirtschaft“ der ORF-Radio-Information bestellt. Vom ORF-Stiftungsrat wurde sie im September 2021 auf Vorschlag von Roland Weißmann als Nachfolgerin von Robert Unterweger zur Landesdirektorin des ORF Tirol ab Jänner 2022 gewählt.
Mitterstieler ist staatlich geprüfte Skilehrerin und lebt in Wien und Innsbruck.

## Kontroversen
2023 wurde bekannt, dass Mitterstieler über Jahre einen sogenannten Brennerdoktor als akademischen Titel führte, den sie erst nach öffentlicher Kritik berichtigen ließ.

## Auszeichnungen
- 2014: Dr.-Karl-Renner-Publizistikpreis (Kategorie Print)[18]

## Werke
- 2014: Stoppt die Banken – Wie Finanzinstitute unsere Zukunft verzocken. Verlag Braumüller, 2014. ISBN 978-3-99100-129-4